# 헤카 (이집트 신화)

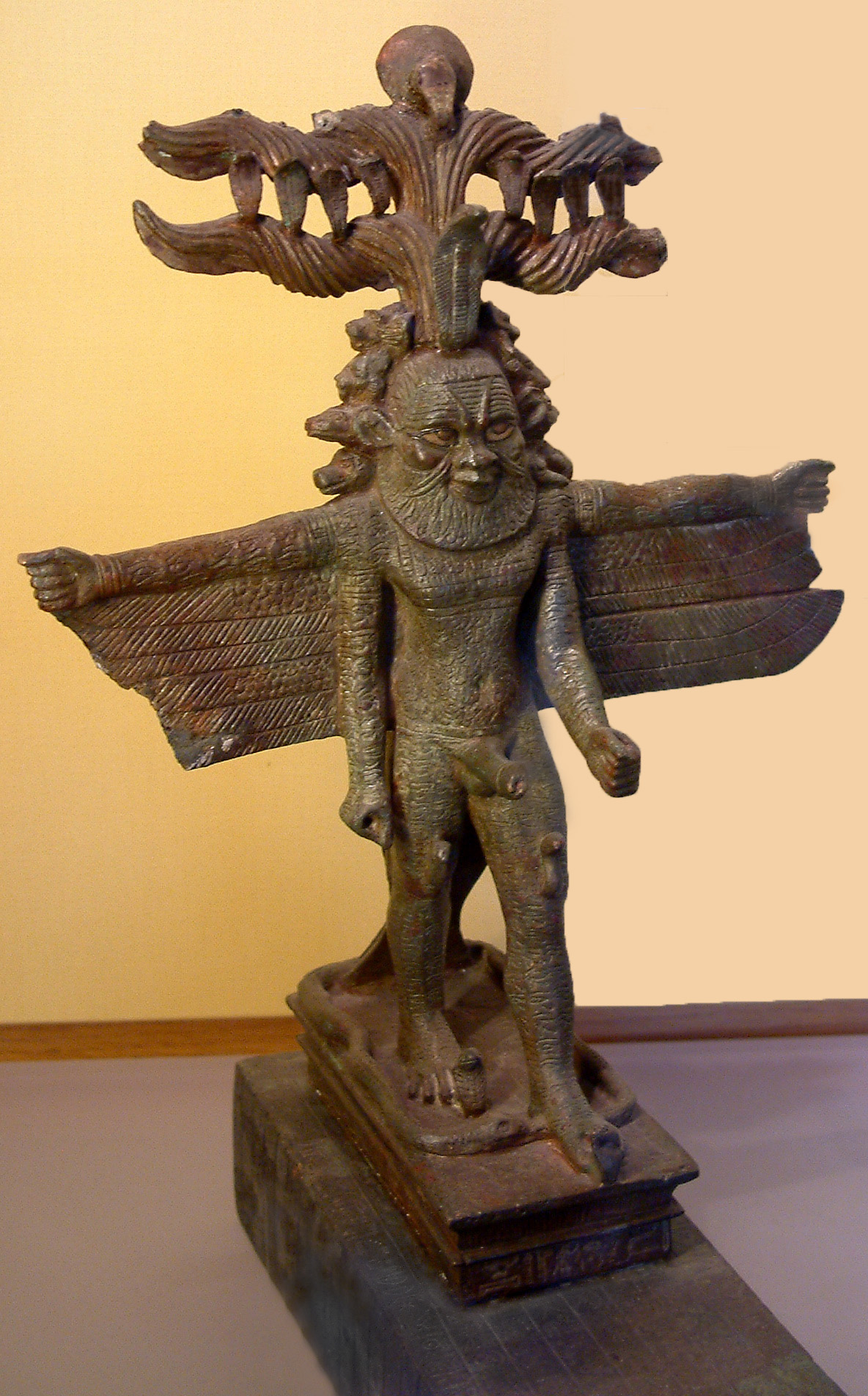
루브르 박물관에 전시되어있는 헤카 목상

헤카(Heka, Hike)는 고대 이집트 신화에 등장하는 주술의 신이다. '헤카'라는 말은 고대 이집트어로 '주술'이라는 뜻이다. 이 단어는 영어 'Magic'의 어원인 콥트어의 'Hik'이 되었다.

## 같이 보기
- 이집트 신화